# 馬閘床

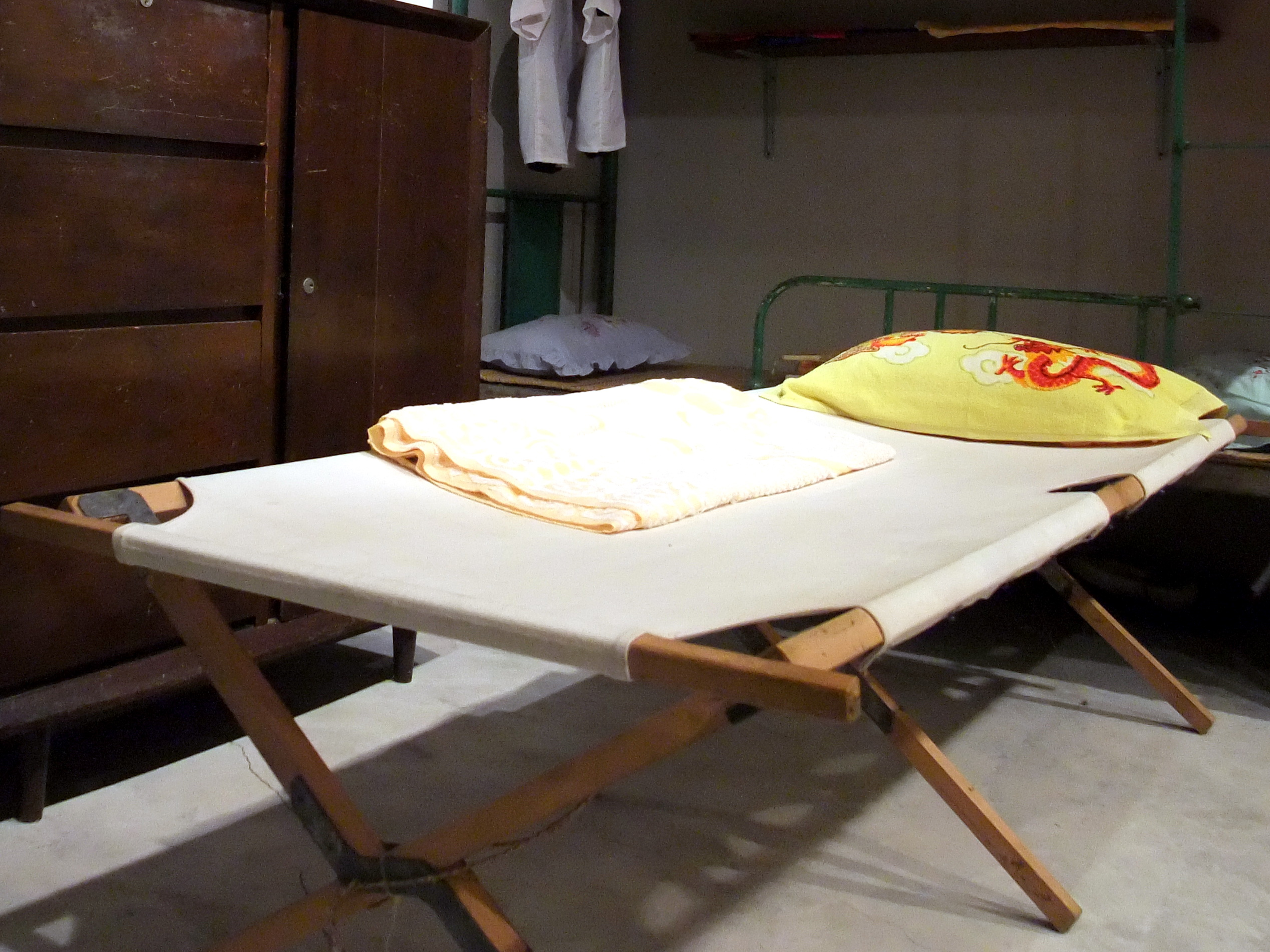
在香港歷史博物館內展示的帆布床

馬閘床，又作馬扎床，是一種摺疊式的床。其結構相當簡單，由數枝各約一方英吋粗的木條所組成，木條上釘上或穿上帆布，故又稱帆布床。使用時，先把對摺起來的馬閘床打開，再用兩條活動的木方分別穿過位於床頭及床尾的特定帆布孔，便可把馬閘床固定打開。這一種的設計在鋁合金製的摺疊行軍床仍然可以見到。
在香港，20世紀60年代，帆布床使用的主因是為應付公營房屋居住狹窄，沒有辦法容納固定的睡床。雖然帆布床每天必需「朝拆晚行」，頗為費時，但總算是一個解決居住空間不足的方法。後來被較輕巧及易於收放的客摺床（guest folding bed）所逐漸取代。

## 圖片

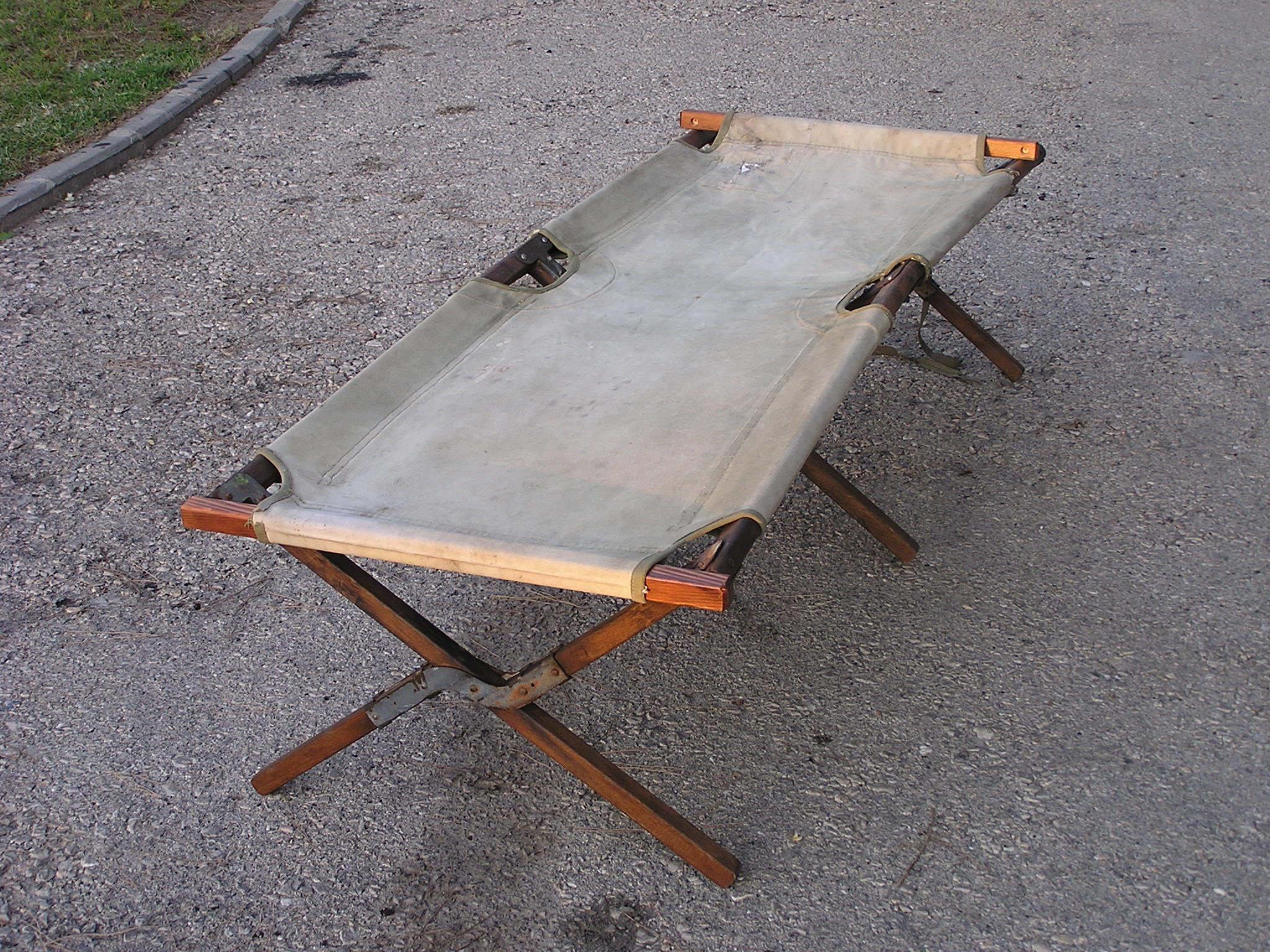
二戰美軍用馬閘床
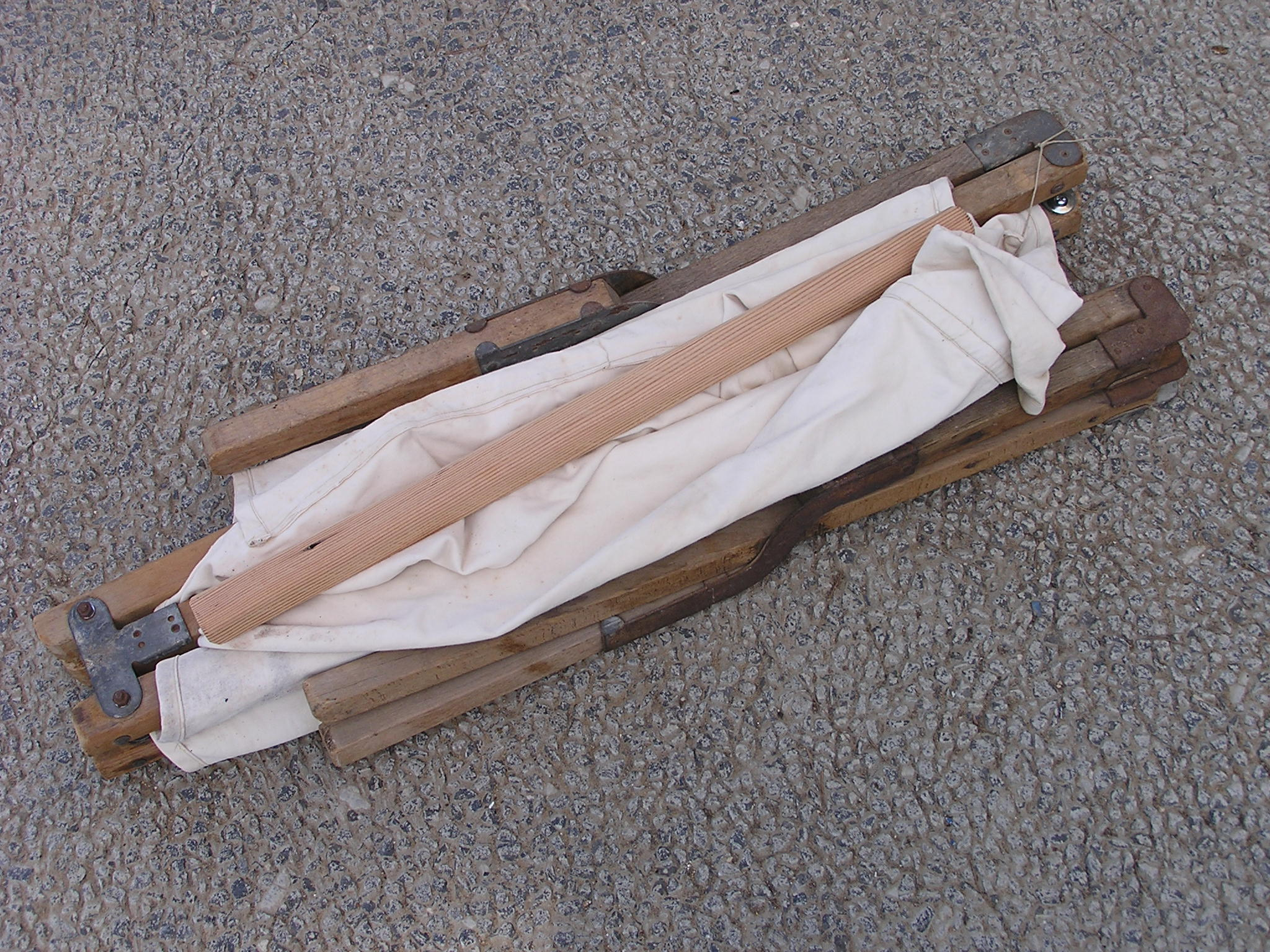
摺合的馬閘床
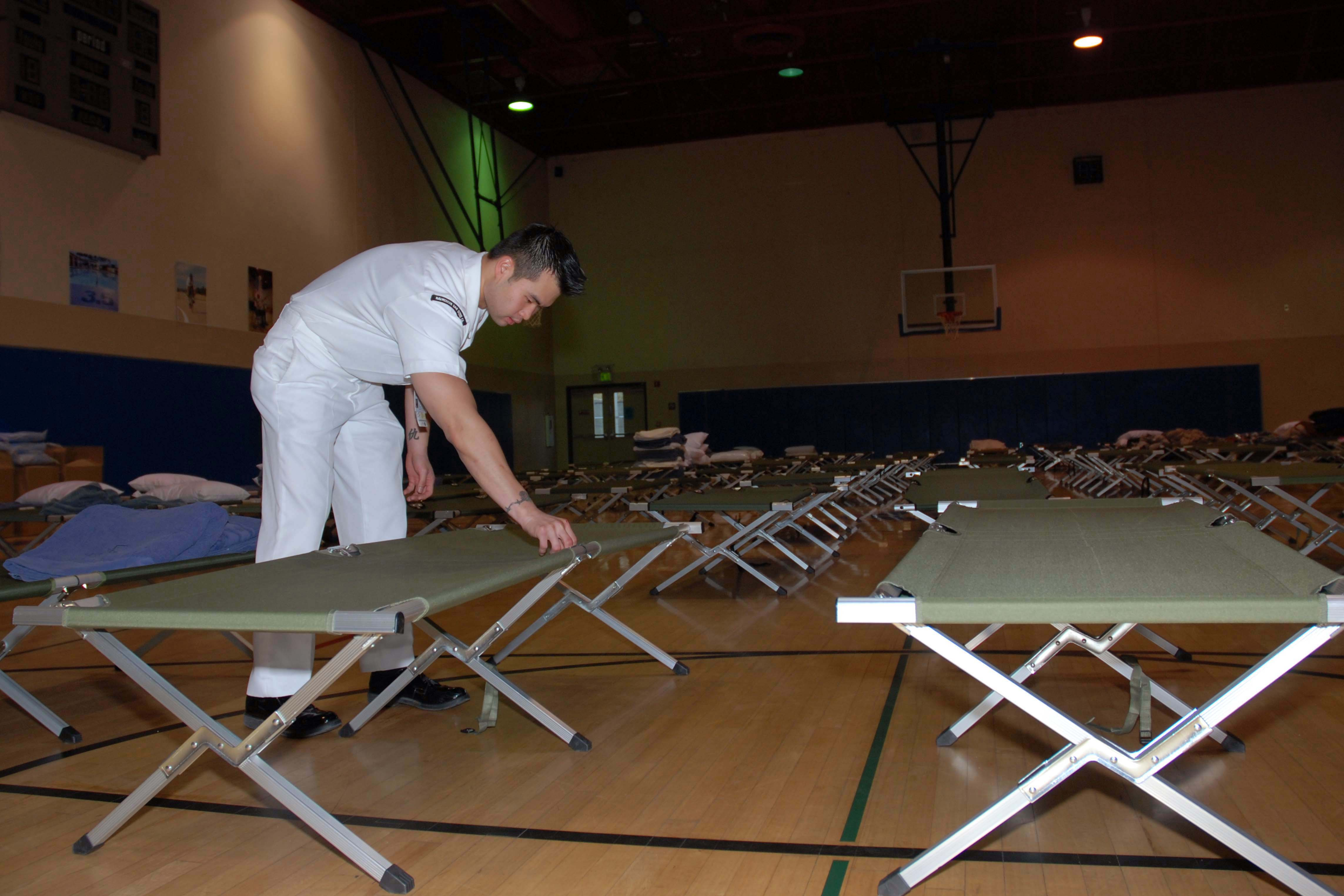
美國海軍基地裡的鋁合金支加馬閘床